# شتایتس
شتایتس (به آلمانی: Staitz) یک منطقهٔ مسکونی در آلمان است که در اوما-وایداتال واقع شده‌است. شتایتس ۲۷۸ نفر جمعیت دارد.